# Rose Maury
Pour les articles homonymes, voir Maury.
Rose Maury (vers 1850 - 1926) est une illustratrice française qui a fait carrière dans plusieurs périodiques dans les années 1875-1915, dont La Semaine de Suzette.

## Biographie

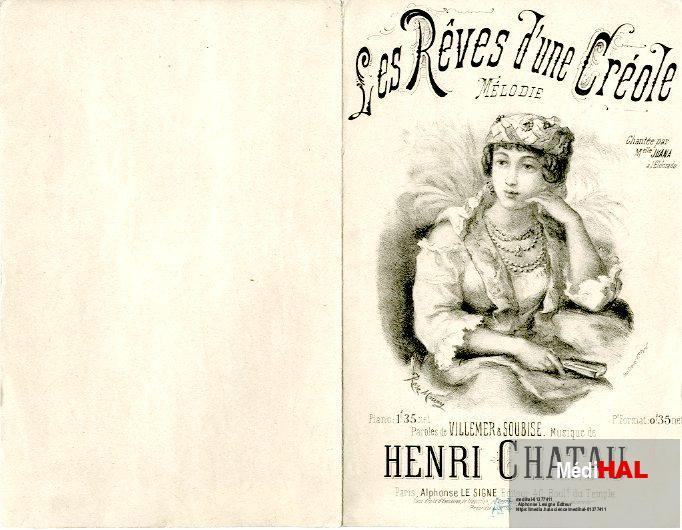
Les rêves d'une créole

Elle commence sa carrière vers 1875 et collabore à divers périodiques comme Le Magasin d'éducation et de récréation, Le Petit Journal pour rire, La Vie moderne, Les Culottes rouges, Le Bon Vivant, Le Pêle-Mêle, Ma Récréation, et surtout La Semaine de Suzette. Elle illustre dans cette revue enfantine la rubrique Nous habillons Bleuette qu'elle abandonne progressivement à d'autres vers 1906-1907, ainsi que dans la rubrique La corbeille à ouvrage. Elle illustre Bleuette jusqu'en 1919 ainsi que des nouvelles. Pour l'Imagerie Quantin, elle crée quatre planches d'humour en 1888, ce qui fait de Maury une pionnière parmi les auteures françaises de bande dessinée. Elle illustre également des livres. Les informations sur sa vie personnelle sont inconnues.
Elle signait Rose Maury, R. Maury, ou R.M.
Elle exécuta plusieurs œuvres de commande pour Léopold Armand Hugo, neveu de Victor Hugo, qui sont conservées à la BNF ainsi qu'à la Maison de Victor Hugo à Paris.